# ديكر الخليج
ديكر الخليج أو الديكر أسود الظهر (الاسم العلمي: Cephalophus dorsalis) ديكر متوطن في غابات الغابون، الكاميرون، شمال جمهورية الكونغو، سيراليون، ليبيريا، ساحل العاج، غانا وبنين.